# Barraca del Comavedella
La barraca del Comavedella, o barraca G-42, o barraca Em-39, és una barraca de vinya situada al municipi de Subirats (Alt Penedès), a 700 m a l'est del nucli d'Ordal.
És una construcció aixecada en pedra seca enmig de vegetació natural sobre una terrassa de superfície plana, de planta circular i forma troncocònica, de 2,25 m de diàmetre interior i una alçada màxima d'1,90 m. La construcció és de la tipologia de sostre de falsa volta, típic en aquestes edificacions (acostament de filades de pedra seca, sense cap mena de material d'unió, i amb una gran llosa per tapar el sostre). La llinda de la porta és plana i hi destaca el marc de l'obertura que està feta amb blocs de pedra de mida reduïda, cosa poc freqüent en una barraca. El portal està orientat al sud-oest, té una alçada de 110 cm, una amplada de 55 cm i un gruix de 65 cm, La barraca encara té al sostre exterior els lliris (planta habitualment utilitzada perquè les seves arrels subjectin la terra que cobreix la volta exteriorment).
El 2023, membres del Grup Pedra Seca de l'Ordal van restaurar una esllavissada de la paret exterior del costat sud-est.
Els codis utilitzats en la denominació d'aquesta barraca procedeixen de dos estudis diferents que han intentat sistematitzar la informació sobre aquests elements arquitectònics al terme de Subirats. El primer codi (lletra + número) procedeix d'un estudi realitzat per Araceli Soler i Jaume Rovira. El segon codi (dues lletres + número) correspon a l'estudi realitzat per Crestabocs, Grup de Muntanya d'Ordal. El nom de barraca del Comavedella és el nom popular.